# Le Casse de Central Park
Pour plus de détails, voir Fiche technique et Distribution.
Le Casse de Central Park ou Cambriolage dans la tour au Québec (Tower Heist) est un film américain réalisé par Brett Ratner et sorti en 2011.
Il met en scène un groupe de petits épargnants ayant été escroqués par le financier Arthur Shaw, résident de l'une des tours les plus prestigieuses de New York. Parmi les victimes se trouvent les employés de son propre immeuble. Dès lors, pour eux, une seule solution sera possible : organiser un cambriolage de l'appartement du financier, afin de récupérer leur argent. Le vol aura lieu lors de la grande parade pour le jour de Thanksgiving. Le film reçoit des critiques mitigées mais réalise de bonnes performances au box-office.

## Synopsis
Josh Kovaks est le gestionnaire immobilier de The Tower, un complexe d'appartements haut de gamme du quartier new-yorkais Central Park West. Le penthouse appartient à un milliardaire de Wall Street, Arthur Shaw. Ami de ce dernier, Josh lui confie la gestion de la caisse de retraite du personnel de l'hôtel. Shaw est assigné à résidence par le FBI pour avoir orchestré un arnaque basée sur le système de Ponzi et détourné jusqu'à 2 milliards de dollars. Réalisant qu'ils vont perdre leur pension, les membres du personnel sont désemparés et le portier, Lester, tente même de se suicider. Josh, son beau-frère et le concierge de la tour, Charlie, et l'opérateur d'ascenseur Enrique sont licenciés après avoir confronté avec colère Shaw à propos de son projet. L'agent du FBI chargé du cas de Shaw, Claire Denham, ivre, suggère à Josh que Shaw a caché 20 millions de dollars en réserve et qu'il devrait les voler. Josh demande à Charlie, Enrique et au locataire expulsé de la tour, M. Fitzhugh, de l'aider à voler l'argent. Ils complètent leur inexpérience en enrôlant l'ami d'enfance de Josh, Slide, un petit criminel, et la femme de chambre de la tour, Odessa, qui a une expérience en serrurier. Denham informe Josh que Shaw doit se présenter au tribunal à Thanksgiving pendant la Macy's Thanksgiving Day Parade pour éviter toute publicité, Josh et son équipe décident alors de s'introduire par effraction dans l'appartement de Shaw. Avant cela, Charlie est réembauché en tant que nouveau directeur de la Tour et, mal à l'aise avec le plan, prévient Josh de l'abandonner, sinon Charlie le livrera à la police.

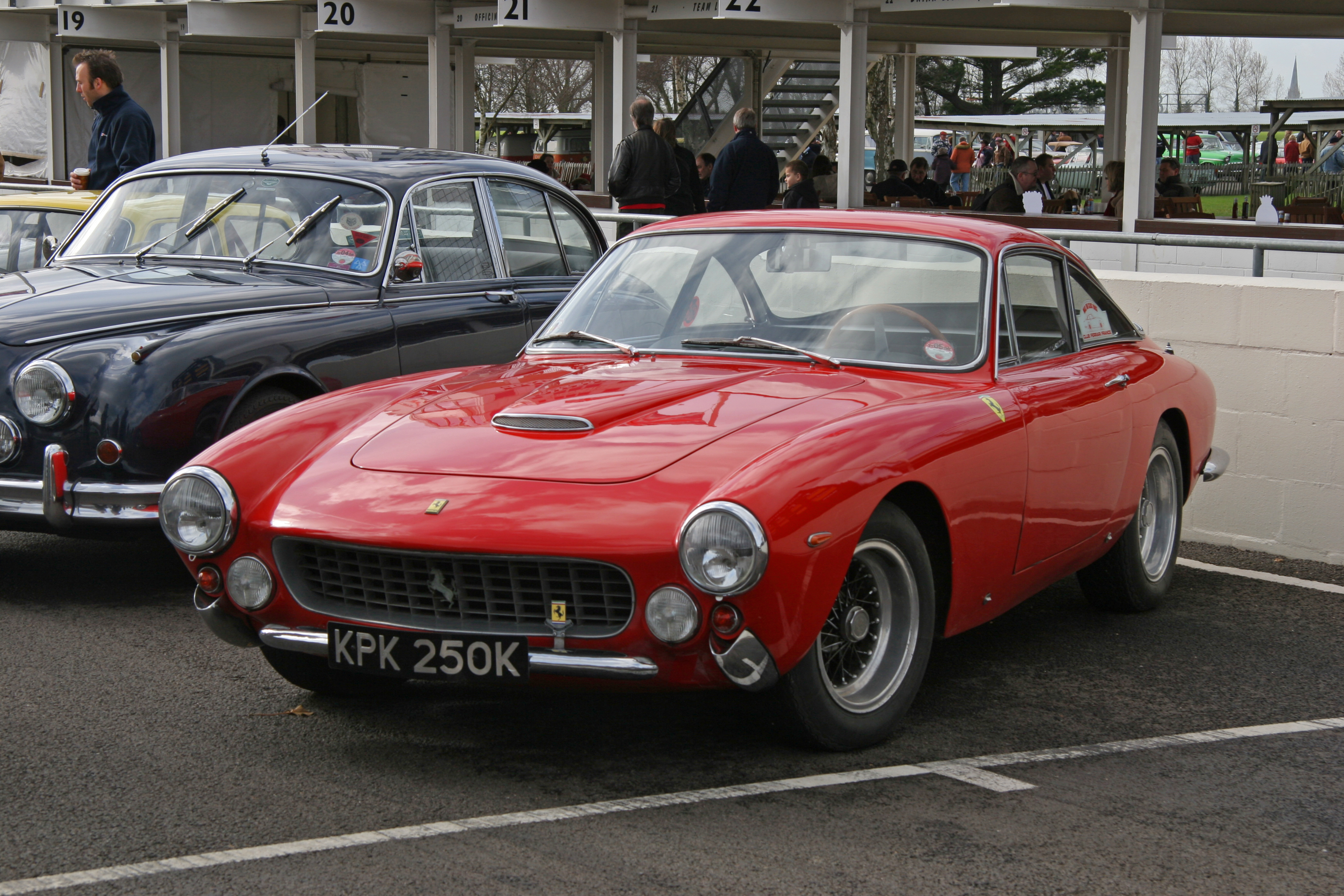
Une Ferrari 250 GT Lusso

Slide tente de trahir l'équipe en atteignant le coffre-fort devant eux et en prenant tout l'argent pour lui-même, après avoir trompé Odessa pour qu'elle lui donne des leçons. L'équipe l'intercepte dans l'appartement de Shaw et brise un faux mur, révélant le coffre-fort de Shaw, qui s'avère vide. Au cours de l'altercation qui a suivi, le groupe trouve de l'or sous la peinture d'une Ferrari 250 GT Lusso que Shaw a exposée dans son appartement, réalisant qu'il a investi son argent en or, l'a transformé en pièces de voiture et a remonté la voiture à l'intérieur de l'appartement pour se cacher. l'argent bien en vue. La voiture est évaluée à environ 45 millions de dollars par Fitzhugh. Ils décident alors de le descendre jusqu'à l'ancien appartement de Fitzhugh à l'aide d'une plateforme de lavage de vitres. Charlie rejoint l'équipe après avoir réalisé leur présence et sauve Fitzhugh de la chute mortelle. Ils poussent la voiture au-dessus de l'un des ascenseurs et Josh trouve un registre des finances illégales de Shaw dans la boîte à gants de la voiture. Shaw et le FBI reviennent, réalisant que la date d'audience de Thanksgiving fait partie du plan de Josh. Denham note la voiture disparue et le coffre-fort caché de Shaw, perd sa caution de 10 millions de dollars et le place en détention fédérale jusqu'à sa véritable date d'audience pour ne pas avoir informé le FBI du coffre-fort. Le FBI arrête les conspirateurs de Josh (à l'exception de Slide, qui parvient tant bien que mal à s'échapper) tandis que Denham rattrape Josh à Central Park. Dans le chariot à paddy, Josh révèle à Shaw qu'il a trouvé le grand livre. Shaw tente de négocier un accord avec eux en leur donnant en espèces dix fois la valeur de la voiture en or en échange de leur silence. Ils refusent le pot-de-vin de Shaw en lui rappelant "qu'ils n'acceptent pas de pourboires à la Tour".
Au siège du FBI, l'agent Denham mentionne à Josh qu'ils sont au courant de son amitié avec Slide. La réceptionniste de la tour, Mlle Lovenko, dit au directeur Mazin qu'elle a réussi son examen du barreau trois jours auparavant et qu'elle sera l'avocate de Josh ainsi que des autres. Elle leur montre le registre de Shaw avec des preuves qui le ramèneront en prison, et leur dit qu'elle le remettra en échange de la liberté de chacun. Mazin accepte à la condition que Josh purge une peine minimale de deux ans pour avoir organisé un premier braquage.
Un reportage indique que Shaw plaidera coupable. Slide ainsi que les autres mène à bien la récupération de la voiture dans la piscine de la Tour appartenant à Shaw . Ses différentes pièces démontées sont envoyées aux employés de la Tour pour compenser la perte de leur pension tout en se partageant le reste de l'or. Au début de sa peine de deux ans, Josh entre dans sa cellule avec un sourire satisfait.

## Fiche technique
- Titre français : Le Casse de Central Park
- Titre québécois : Cambriolage dans la tour
- Titre original : Tower Heist
- Réalisation : Brett Ratner
- Scénario : Ted Griffin et Jeff Nathanson
- Musique : Christophe Beck
- Directeur de la photographie : Dante Spinotti
- Production : Brian Grazer, Eddie Murphy et Kim Roth
- Sociétés de production : Imagine Entertainment et Universal Pictures
- Sociétés de distribution : Universal Pictures
- Budget : 75 000 000 USD
- Pays de production :  États-Unis
- Langue originale : anglais
- Format : couleur
- Genre : comédie, action, film de casse
- Durée : 104 minutes
- Dates de sortie :
  - États-Unis : 4 novembre 2011
  - France : 23 novembre 2011

## Distribution
Légende doublage : Version Française = VF et Version Québécoise = VQ
- Ben Stiller (VF : Maurice Decoster et VQ : Jean-François Beaupré) : Josh Kovaks
- Eddie Murphy (VF : Med Hondo et VQ : François L'Écuyer) : Darnell "Slide" Davis
- Casey Affleck (VF : Donald Reignoux et VQ : Sébastien Reding) : Charlie Gibbs
- Alan Alda (VF : Bernard Tiphaine et VQ : Mario Desmarais) : Arthur Shaw
- Matthew Broderick (VF : William Coryn et VQ : Antoine Durand) : M. Fitzhugh
- Stephen McKinley Henderson (VF : Enrique Carballido et VQ : Aubert Pallascio) : Lester
- Judd Hirsch (VF : Daniel Gall et VQ : Sylvain Hétu) : M. Simon
- Téa Leoni (VF : Julie Dumas et VQ : Anne Dorval) : l'agent spécial Claire Denham
- Michael Peña  (VF : Constantin Pappas et VQ : Gabriel Lessard) : Enrique Dev'Reaux
- Gabourey Sidibe (VF : Claudia Tagbo et VQ : Pascale Montreuil) : Odessa
- Nina Arianda (VF : Natacha Muller) : Miss Iovenko
- Marcia Jean Kurtz (VF : Annie Balestra) : Rose
- Zeljko Ivanek (VF : Serge Biavan) : le directeur Marin
- Robert Downey Sr. : le juge Ramos
- Kate Upton : la maîtresse de M. Hightower
- Dylan Ratigan : un journaliste
- Jessica Szohr : Sasha
- Robert Clohessy : un policier
- Ty Jones et Ted Lockwyn : Gardiens de prison de Shaw
- Heavy D : Le garde de la cour de justice

## Production

### Genèse et développement
Le projet Tower Heist est développé dès 2005. Eddie Murphy présente un pitch au producteur Brian Grazer et aà Brett Ratner. L'idée de l'acteur est de réunir plusieurs acteurs-humoristes afro-américains (Chris Tucker, Kevin Hart, Dave Chappelle, Tracy Morgan, Katt Williams et Martin Lawrence) pour braquer Donald Trump et sa Trump Tower,,. Le projet s'intitule d'ailleurs Trump Heist. Un script est alors développé par Adam Cooper et Bill Collage. Il sera réécrit au fil des années par différents scénaristes comme Russell Gewirtz, Rawson Marshall Thurber, Ted Griffin, Noah Baumbach, Ted Griffin ou encore Jeff Nathanson. Seuls les deux derniers seront crédités au générique.
Les réécritures successives font évoluer le scénario qui n'est plus avec une Distribution d'ensemble mais centré sur deux personnages centraux. Eddie Murphy quitte alors le projet. Mais le scénario modifié rappelle à Brett Ratner celui du remake Ocean's Eleven, un projet qu'il avait un temps développé avant de finalement réaliser Rush Hour 2,. Le projet continue à être développé pendant plusieurs années, toujours avec Brett Ratner, qui refuse la mise en scène de plusieurs films dont Comment tuer son boss ?, dont il sera finalement producteur,. Brett Ratner insiste par ailleurs pour travailler avec Eddie Murphy, qu'il cite comme l'une des inspirations pour les films Rush Hour. Une fois le scénario finalisé, Eddie Murphy revient sur le projet après avoir été informé de la participation de Ben Stiller. Eddie Murphy est également producteur du film, aux côtés de Brian Grazer et Kim Roth,.
Passionné de films de casse, Brett Ratner a cité comme influences des films comme Le Dossier Anderson (1971) de Sidney Lumet, Les Quatre Malfrats (1972) de Peter Yates ainsi que Les Pirates du métro (1974) de Joseph Sargent,.

### Attribution des rôles
Initialement Chris Rock devait être en duo avec Eddie Murphy. Il sera finalement remplacé par Ben Stiller avec un script remanié.
Le rôle d'Arthur Shaw a été proposé à Robert Redford, qui l'a refusé. Il revient finalement à Alan Alda.
Le film marque la dernière apparition au cinéma du rappeur Heavy D, décédé en novembre 2011.

### Tournage
Le tournage a lieu entièrement à New York (Astoria, Woodhaven, Central Park, Times Square, Central Park West, Jacob K. Javits Federal Building, ...). L'équipe utilise une partie de la Trump International Hotel and Tower.

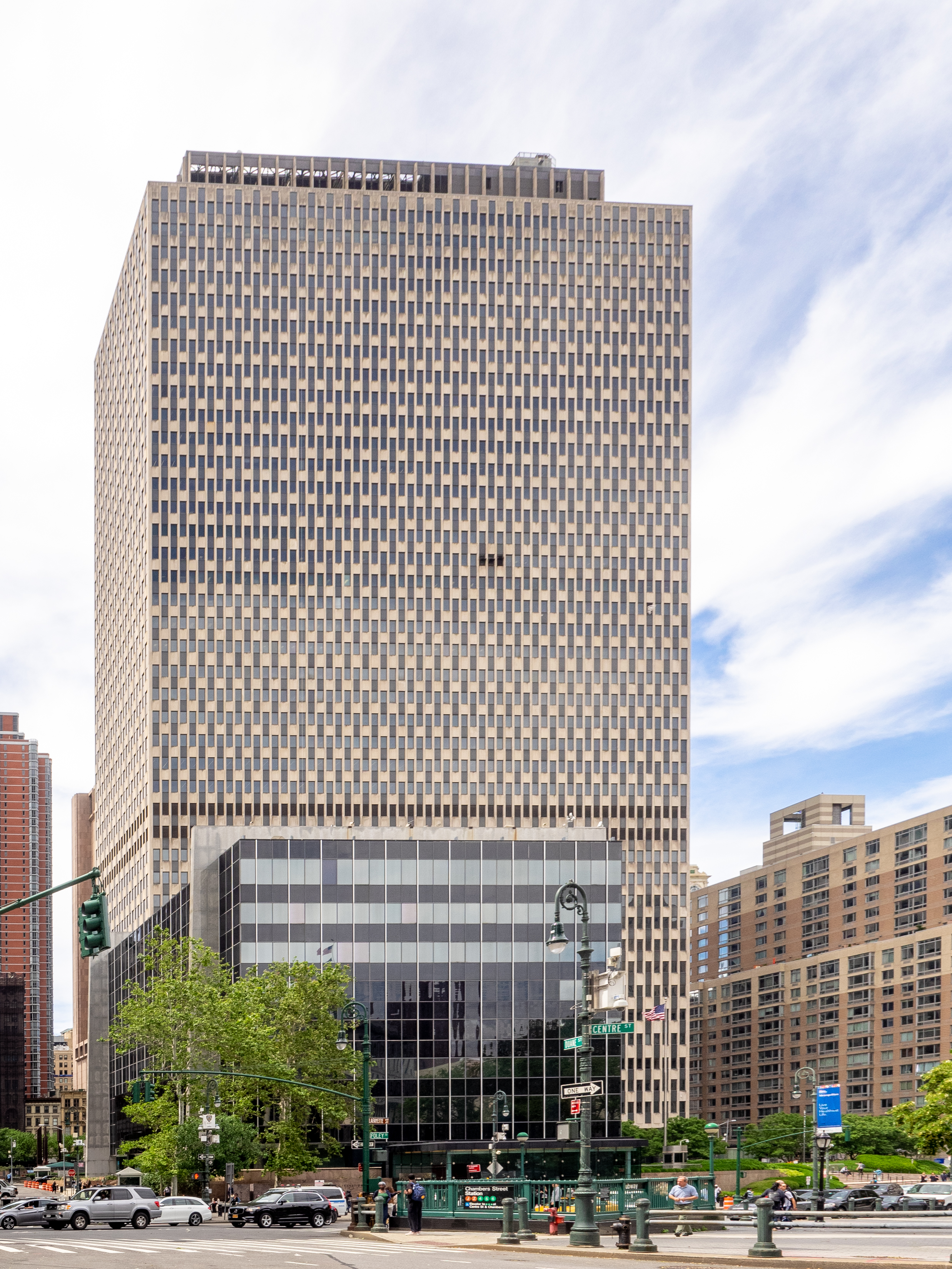
Jacob K. Javits Federal Building
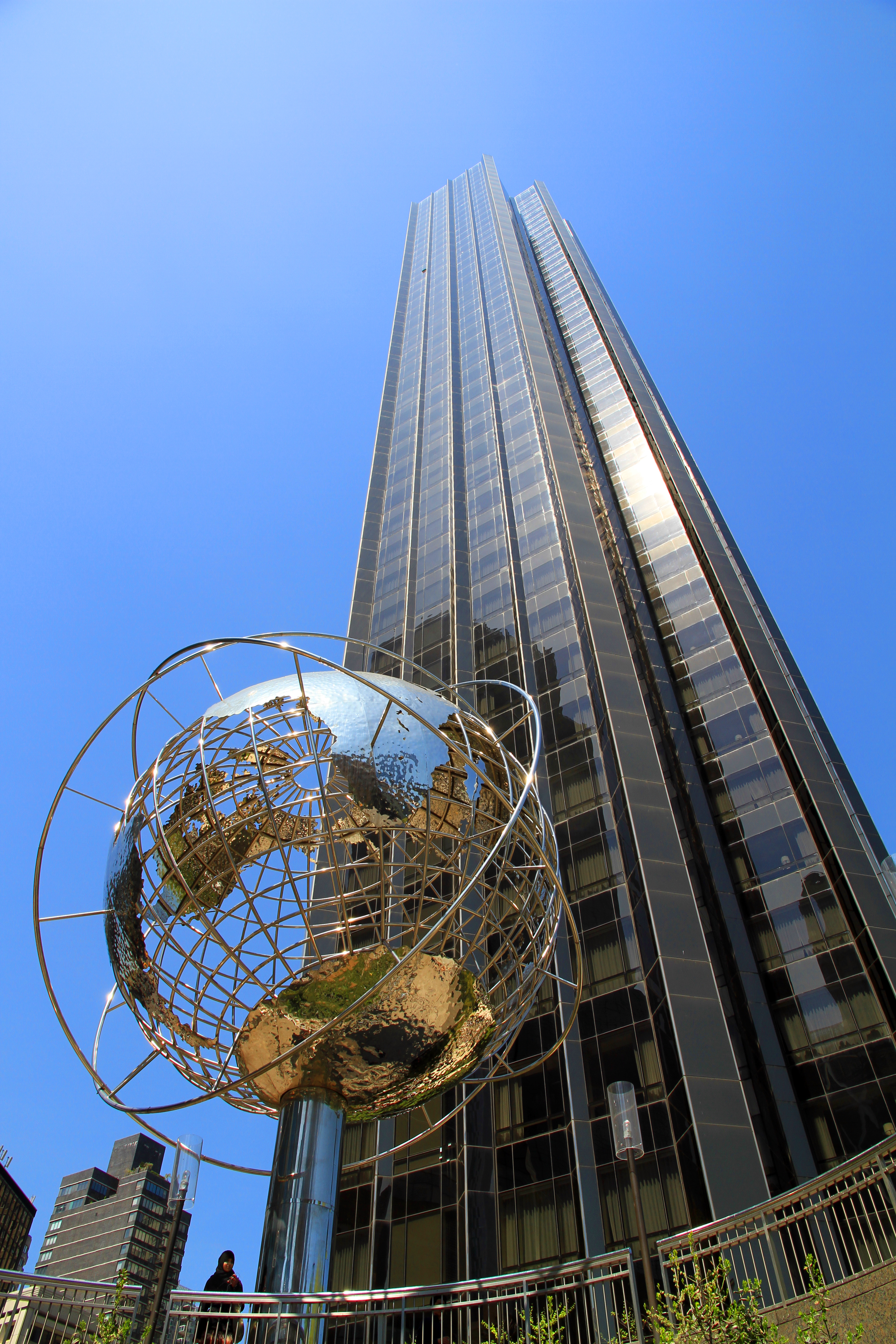
Trump Tower
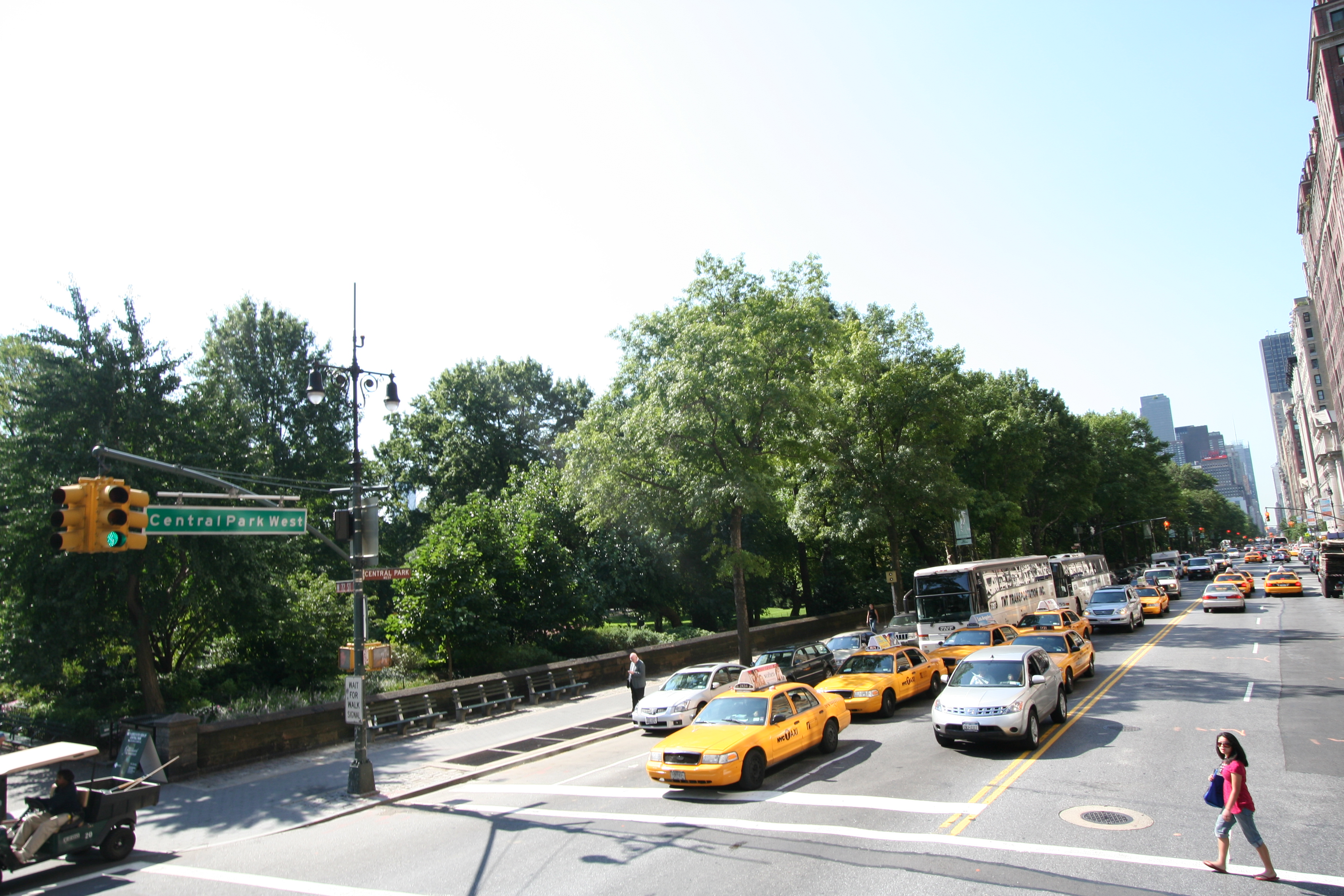
Central Park West

## Sortie et accueil

### Critique
Dans les pays anglophones, Le Casse de Central Park a rencontré un bon accueil de la critique, obtenant 68 % d'avis favorables sur le site Rotten Tomatoes, sur la base de 177 commentaires et une note moyenne de 6.2⁄10, notant dans leur consensus qu'il met en valeur un Eddie Murphy en forme (il s'agit par ailleurs du dernier film où il sera doublé par Med Hondo). Néanmoins, le site Metacritic lui attribue un score de 59⁄100, sur la base de 39 commentaires, dont 18 positifs et 20 mitigés.

### Box-office
Le film démarre à la seconde place du box-office américain en premier week-end en salles avec 24 millions de dollars de recettes, mais aussi en première semaine d'exploitation avec 30 millions de dollars de recettes. Le film totalise 78 millions de dollars de recettes sur le territoire américain et 152 millions de dollars de recettes au box-office mondial en fin d'exploitation.

## Clin d’œil
Le nom du personnage incarné par Michael Peña, Enrique Devreaux, est un clin d’œil à l'acteur De'voreaux White, qui jouait le chauffeur Argyle dans Piège de cristal.